# 岩田伸一
岩田 伸一（いわた しんいち）は、日本のテレビプロデューサー。テレビ東京編成部所属。
2006年8月、日曜9時枠の『セサミストリート』へ異動した青木俊志の後任として、『MÄR -メルヘヴン-』のプロデューサーに就任。後番組の『ハヤテのごとく!』『絶対可憐チルドレン』でも引き続き日曜10時枠アニメを担当している。
2008年4月からは、『NARUTO -ナルト- 疾風伝』へ異動した東不可止に代わり『D.Gray-man』も最終回まで担当した。

## 主な作品

### テレビ東京日曜朝10時枠アニメ
- メルヘヴン （2006年8月-2007年3月）
- ハヤテのごとく! （2007年4月-2008年3月）
- 絶対可憐チルドレン （2008年4月-）

### その他のアニメ
- ギャラクシーエンジェる〜ん （2006年10月-12月・番組担当）
- ミュータント・タートルズ （2007年4月-2008年3月）
- みなみけ→みなみけ おかわり （2007年10月-2008年3月・番組担当）
- D.Gray-man （2008年4月-9月）
- ライブオン CARDLIVER 翔 （2008年10月-）